# جوزيف بيرنستاين
جوزيف بيرنستاين (بالعبرية: יוסף ברנשטיין‏) (بالروسية: Иосиф Наумович Бернштейн)‏ هو رياضياتي إسرائيلي وروسي، ولد في 18 أبريل 1945 في موسكو في روسيا.